# Степной (Курганинский район)
Степной — посёлок в Курганинском районе Краснодарского края. Административный центр Безводного сельского поселения.

## Описание
Расположен на реке Синюха в 18 км к востоку от Курганинска и в 25 км к юго-западу от Армавира.

Ближайшая ж.-д. станция на линии Армавир — Туапсе находится в 7,5 км к северо-востоку от посёлка.
| 2002 | 2010  |
| ---- | ----- |
| 2232 | ↘2217 |

## Население
| 2002 | 2010  |
| ---- | ----- |
| 2232 | ↘2217 |

- 60 лет Октября
- Армавирская
- Гаражная
- Есенина
- Заречная
- Кирова
- Кооперативная
- Курганная
- Ленина
- Мира
- Молодёжная
- Парковая
- Подгорная
- Пушкина
- Садовая
- Степная
- Строительная
- Школьная